# Brunnby kyrka
Brunnby kyrka är en kyrkobyggnad i Brunnby kyrkby på Kullaberg. Den är församlingskyrka i Brunnby församling av Lunds stift. Kyrkogården är central i Anders Österlings dikt "Den blå hortensian".

## Kyrkobyggnaden
Kyrkan byggdes på 1100-talet i romansk stil med långhus och kor. Brunnby har fått sitt namn från den källa som ligger cirka 200 meter söder om kyrkan och som under medeltiden sprang fram och bildade en bred bäck med rinnande vatten året om.
På 1400-talet byggdes tornet, det södra vapenhuset och den norra korsarmen i gotisk stil. Valv slogs och i dessa gjordes kalkmålningar, flera av dessa har bevarats väl till våra dagar. Kyrkomålningarna tillskrivs Helsingborgsmästaren.
Vapenhuset revs 1752, och en korsarm byggdes istället.
1911–1912 byggde Theodor Wåhlin om kyrkan. Denna innebar att korsarmarna gjordes bredare i öster samt att kalkmålningarna åter såg dagens ljus. Ett nytt kor tillkom och gamla koret gjordes om till sakristia.
Kyrkan spelar en central roll i den klassiska ungdoms-tv-serien Kullamannen från 1967.
1994–1995 gjordes en restaurering av kyrkan då man bland annat rengjorde målningarna.

## Inventarier
Predikstolen tillkom 1623 och bär Kristian IV:s namnchiffer. Altaruppsatsen är i barockstil. Flera votivskepp hänger i valven, ett tecken på församlingens koppling till sjöfarten. En Mariabild kommer ursprungligen från Arilds kapell, som är ett annex till Brunnby församling. 
En dopfunt, av skulpterad ek, skänktes till kyrkan 1895 av Friherre Nils Gyllenstierna på Krapperup. Tillhörande dopfat är från 1600-talet.
Ett stympat krucifix från 1300-talet finns numera på Lunds universitets historiska museum.
Nuvarande altartavla är målad 1873 av Nils Månsson Mandelgren från Väsby. Motivet är Jesus och de båda lärjungarna i Emmaus (Lukas 24:13-35). Tavlan är en kopia av ett verk utfört av den danske målaren Adam August Müller.

### Orgel
- 1842 byggde Pehr Lund, Lund en orgel med 12 stämmor.
- Den nuvarande orgeln byggdes 1912 av E. A. Setterquist & Son, Örebro och är en pneumatisk orgel. Orgeln har fria kombinationer, fasta kombinationer och registersvällare.

| Huvudverk I         | Svällverk II        | Pedal          | Koppel    |
| Bourdon 16´         | Rörflöjt 8´         | Subbas 16´     | I/P       |
| Principal 8´        | Salicional 8´       | Octavbas 8´    | II/P      |
| Flûte harmonique 8' | Violine 8'          | Bourdon 8´     | II/I      |
| Bourdon 8'          | Voix céleste 8'     | Violoncelle 8' | I 4'/I    |
| Gamba 8'            | Flûte octaviante 4' |                | II 16'/II |
| Octava 4'           | Waldflöjt 2'        |                |           |
| Qvinta 2 2/3'       | Euphone 8'          |                |           |
| Octava 2'           | Crescendosvällare   |                |           |

## Bildgalleri

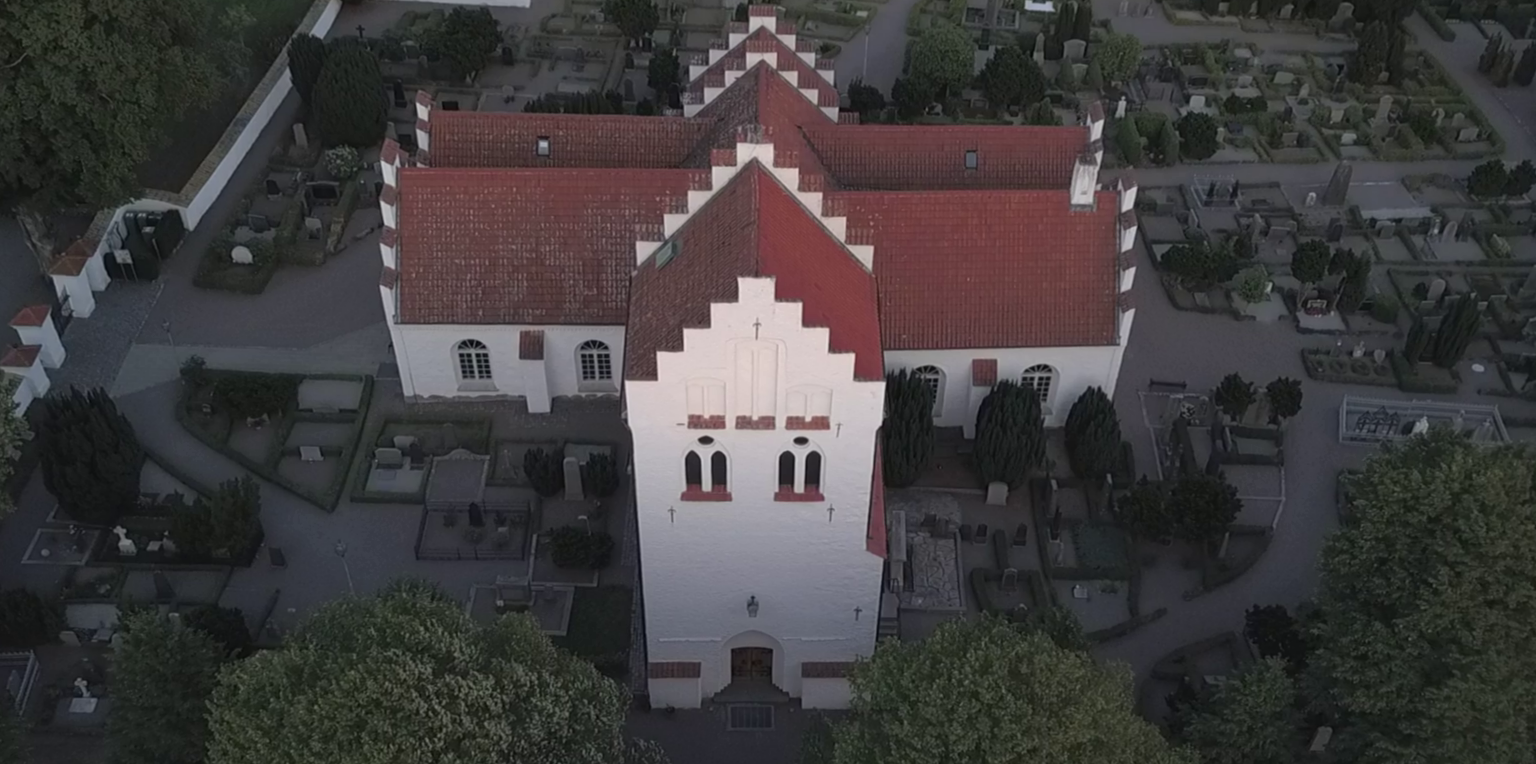
Flygfoto
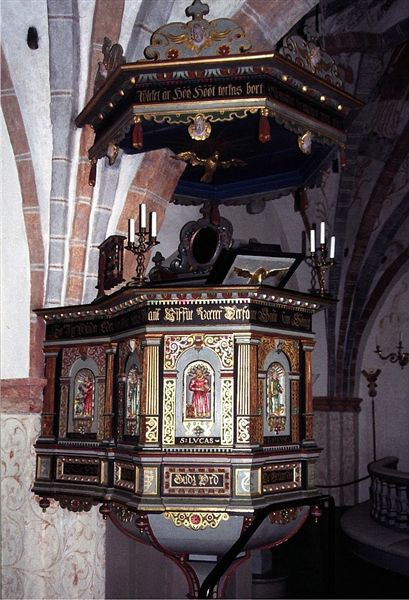
Predikstolen
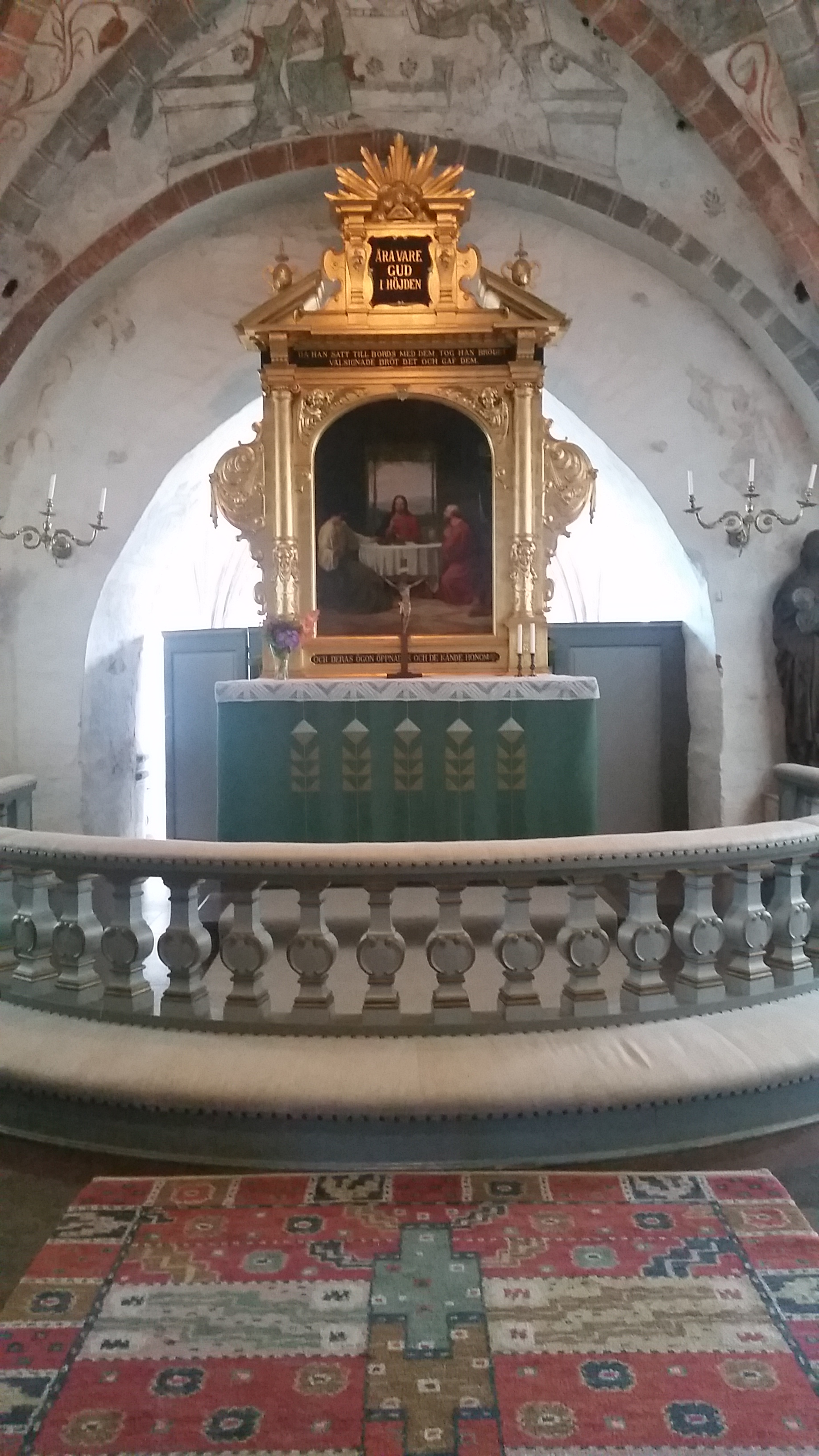
Altaret
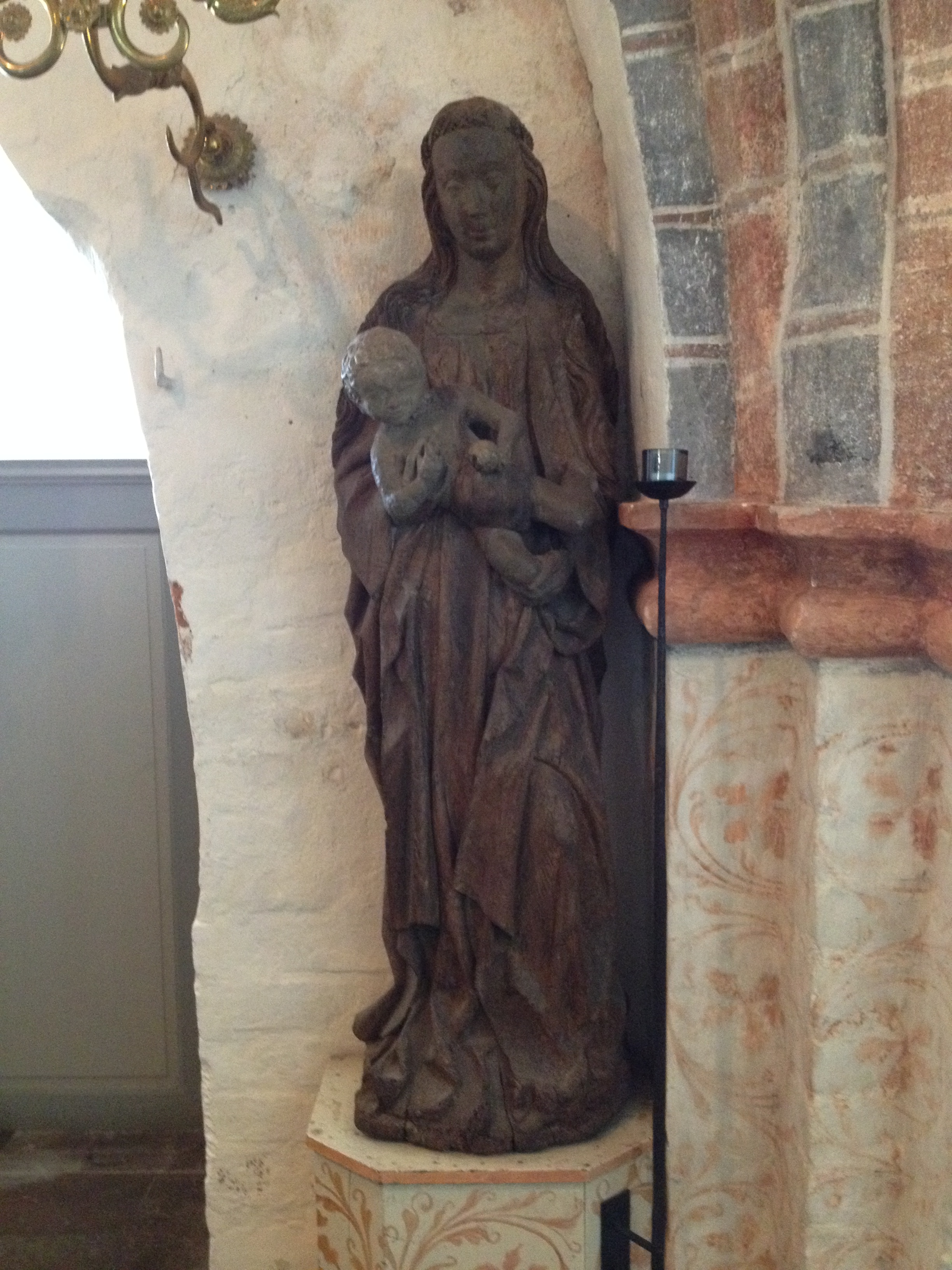
Madonnabild
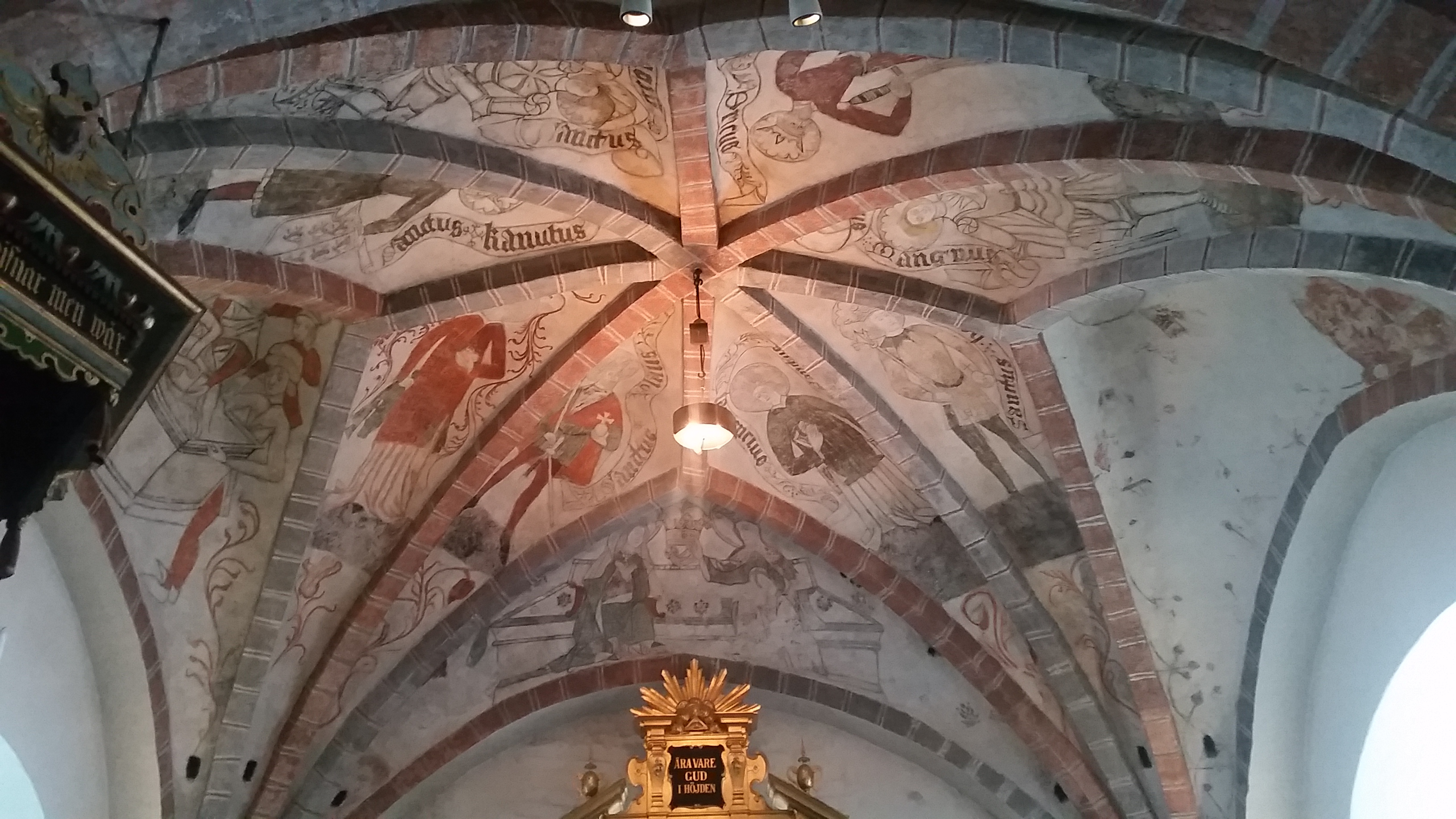
Målningar i korvalvet